# Thái Thị Hoa
Thái Thị Hoa (sinh ngày 02 tháng 06 năm 1994) là một doanh nhân và hoa hậu người Việt Nam. Cô đại diện Việt Nam tham gia Hoa hậu Trái Đất 2020.

## Tiểu sử
Thái Thị Hoa sinh năm 1994 tại Hưng Yên , đến năm 10 tuổi cô chuyển vào Gia Lai sinh sống cùng gia đình. Cô từng có nhiều kinh nghiệm thi sắc đẹp trong nước và quốc tế khi đã tham dự Hoa hậu Hoàn vũ Việt Nam 2017, Á hậu 2 cuộc thi Miss Vietnam Universe Ambassador 2018 và Top 10 cuộc thi Global Asian Model World 2019.

## Sự nghiệp

### Hoạt động trước cuộc thi Hoa hậu Trái Đất
Trước khi trở thành đại diện Việt Nam tham gia Hoa hậu Trái Đất 2020, Thái Thị Hoa có một sự nghiệp đáng chú ý trong lĩnh vực nghệ thuật và làm từ thiện. Cô đã tham gia vào nhiều hoạt động và dự án liên quan đến môi trường và bảo vệ thiên nhiên.
Thái Thị Hoa hoạt động người mẫu từ năm 2017 và trở thành một người mẫu xuất sắc và đã đạt được nhiều thành công trong lĩnh vực này trước khi tham gia cuộc thi Hoa hậu Trái Đất. Trong thời gian hoạt động mẫu Thái Thị Hoa đã tham gia rất nhiều show trình diễn thời trang lớn trên toàn quốc như: Vietnam International Fashion Week và những show trình diễn thời trang của các nhà thiết kế: Đỗ Mạnh Cường, Lê Thanh Hoà, Tuyết Lê.
Trước khi  tham gia Hoa hậu trái đất Thái Thị Hoa đã có kinh nghiệm làm việc 2 năm tại ngân hàng quốc tế Shinhanbank và 2 năm tại ngân hàng quốc tế Standard Chartered.

### Hoa hậu Trái Đất 2020
Thái Thị Hoa đã giành chiến thắng trong phần thi trang phục Dân tộc. Tuy không có mặt trong Top 20 chung cuộc nhưng nhờ sự tỏa sáng và sự đóng góp trong lĩnh vực bảo vệ môi trường, cô gây ấn tượng với tư cách là đại sứ dự án trồng cây ngập mặn ở Cần Giờ với Tree chain Network cô đã mang tới cuộc thi với thông điệp trồng cây với dự án trồng 1 tỷ cây xanh. Cô được đánh giá tốt trong phần thi ứng xử về vấn đề bảo vệ mội trường. Đây là một thành công lớn cho cô và là một niềm tự hào cho Việt Nam.

## Thành tích
- Top 70 Hoa hậu Hoàn vũ Việt Nam 2017
- Á hậu 2 Hoa hậu Đại sứ Hoàn vũ người Việt 2018
- Top 10 Global Asian Model World 2019
- Hoa hậu Trái Đất 2020 (tham dự)
  - Giải phụ: Trang phục dân tộc đẹp nhất